# 鲁斯塔姆·图拉加诺夫
鲁斯塔姆·图拉加诺夫（1991年10月8日—），乌兹别克斯坦男子拳击运动员。他曾代表乌兹别克斯坦参加2016年夏季奥林匹克运动会拳击比赛，获得男子91公斤级铜牌。